# Sciopero!
Sciopero! (Стачка) è un film sovietico del 1924, primo lungometraggio di Sergej Michajlovič Ėjzenštejn.
L'opera avrebbe dovuto far parte di un ciclo di otto opere intitolato "Verso la dittatura" (sottinteso "del proletariato"), un progetto cinematografico del Proletkult dedicata al movimento rivoluzionario in Russia. I film avrebbero dovuto riguardare i seguenti temi:
1. importazione dall'estero di letteratura di contrabbando;
2. stampa clandestina;
3. lavoro fra le masse;
4. Primo maggio, dimostrazione;
5. sciopero;
6. perquisizioni e arresti;
7. prigione e deportazione;
8. evasioni.

L'ambizioso progetto non andò in porto, ma l'opera mise in mostra il regista, che nello stesso anno diresse il suo capolavoro, La corazzata Potëmkin. Ėjzenštejn scelse questo soggetto perché «più efficace» e più di «massa». Ed infatti l'opera mostra un interesse dichiaratamente didattico e propagandistico, senza togliere l'opportunità di ampi margini di sperimentazioni linguistiche.
In Sciopero! il regista mette in atto per la prima volta alcuni meccanismi narrativi di avanguardia, come il "montaggio delle attrazioni", una "figura retorica cinematografica" basata sulla similitudine simbolica del fatto narrato (gli operai falcidiati da parte della polizia) e un fatto diverso accostato per analogia (un bue squartato al mattatoio). Si tratta di qualcosa di analogo a una famosa scena di La corazzata Potëmkin, quella dei leoni coronati del teatro di Odessa bombardato dagli insorti, che ripresi in rapida sequenza danno l'idea del crollo imminente della monarchia.
Un altro tema del film è il collettivismo, posto in opposizione all'individualismo convenzionale dei film occidentali. Già in questa sua prima opera Ejzenštejn mette in diretta comunicazione il piano narrativo/documentario e quello di rielaborazione simbolica della realtà attraverso l'artifizio del montaggio. Il film fu prodotto nel primo stabilimento del Goskino a Mosca e proiettato il 1º febbraio a Leningrado (6 rulli, 1696 metri).

## Trama
Nella Russia protoindustriale del 1912 un operaio è ingiustamente accusato di furto dai suoi padroni. Disperato per l'ingiustizia subita, si impicca sul posto di lavoro. I lavoratori della fabbrica organizzano clandestinamente uno sciopero di solidarietà e protesta che non è solo un atto di accusa alla durezza padronale ma anche un esempio di fraternità tra lavoratori. Ma i padroni si aspettano una sommossa ed indagano servendosi di spie.
Lo sciopero è duro e drammatico. Gli operai rivendicano una più equa condizione di lavoro. I padroni rispondono tentando di corrompere i lavoratori più deboli. La polizia a cavallo, agli ordini dei padroni, si schiera a difesa della fabbrica. Lo sciopero continua, portando in breve tempo le famiglie alla fame. I padroni assoldano anche dei malavitosi al fine di produrre danni di cui incolpare i manifestanti. La polizia interviene e massacra gli scioperanti e le loro famiglie con immane violenza. Sedata la sommossa, la strada rimane una desolata distesa di cadaveri. La storia sembra terminata, ma da lì a cinque anni ci sarà la Rivoluzione d'Ottobre.